# Jan Rathjen
Jan Rathjen (* 18. Juli 1975) ist ein ehemaliger deutscher Basketballfunktionär und -trainer.

## Laufbahn
Der aus Bensberg stammende Rathjen arbeitete in der Saison 2000/01 als Co-Trainer beim Bundesligisten Mitteldeutscher BC und wurde im März 2001 im Alter von 25 Jahren nach der Entlassung von Frank Menz zum Cheftrainer ernannt und führte die „Wölfe“ in die Playoffs. Nach dem Saisonende wurde er vom US-Amerikaner Tom Schneeman als Trainer abgelöst.
Im Spätsommer 2002 trat Rathjen die Managerstelle beim Zweitligaverein Eisbären Bremerhaven an. Dort arbeitete er mit Trainer Šarūnas Sakalauskas zusammen, den er aus dessen Amtszeit beim TV Bensberg kannte. Nach der Gründung der Eisbären Bremerhaven Marketing GmbH im Frühjahr 2003 wurde er Geschäftsführer der Gesellschaft, die fortan den Spielbetrieb der Mannschaft übernahm. 2005 stieg Bremerhaven in die Basketball-Bundesliga auf. In seine Amtszeit fiel unter anderem auch das Erreichen des Bundesliga-Halbfinals 2006 sowie 2010.
Rathjen gab Anfang Mai 2017 bekannt, seine Tätigkeit bei den Eisbären Bremerhaven zum 30. Juni 2017 zu beenden. Er wurde leitend für ein Unternehmen aus der Werbewirtschaft tätig.